# Liste der denkmalgeschützten Objekte in Peuerbach
Die Liste der denkmalgeschützten Objekte in Peuerbach enthält die 11 denkmalgeschützten, unbeweglichen Objekte der Gemeinde Peuerbach in Oberösterreich (Bezirk Grieskirchen).

## Denkmäler
| Foto |                 | Denkmal | Standort                                                    | Beschreibung | Metadaten |
| ---- | --------------- | --- | ----------------------------------------------------------- | --- | --- |
| ja   | Datei hochladen | Friedhof und Friedhofskapelle HERIS-ID: 79347 Objekt-ID: 93025                                                  | Bahnhofstraße 6 Standort KG: Peuerbach                      | | BDA-Hist.: Q38154318 Status: § 2a Stand der BDA-Liste: 2025-06-30 Name: Friedhof und Friedhofskapelle GstNr.: 153, 155/4                                                        |
| ja   | Datei hochladen | Wohnhaus, ehem. Altersheim HERIS-ID: 79341 Objekt-ID: 93019                                                     | Brunnenfeldgasse 16 Standort KG: Peuerbach                  | | BDA-Hist.: Q38154287 Status: Bescheid Stand der BDA-Liste: 2025-06-30 Name: Wohnhaus, ehem. Altersheim GstNr.: 390/2                                                            |
| ja   | Datei hochladen | Pranger HERIS-ID: 79346 Objekt-ID: 93024                                                                        | gegenüber Christoph-Zeller-Straße 13 Standort KG: Peuerbach | Nördlich der Pfarrkirche und mit 1571 bezeichnet. | BDA-Hist.: Q38154307 Status: § 2a Stand der BDA-Liste: 2025-06-30 Name: Pranger GstNr.: 2945/56                                                                                 |
| ja   | Datei hochladen | Grünbergerhaus, ehem. Gasthof Zur alten Post HERIS-ID: 11426 Objekt-ID: 7523                                    | Hauptstraße 3 Standort KG: Peuerbach                        | | BDA-Hist.: Q38100774 Status: Bescheid Stand der BDA-Liste: 2025-06-30 Name: Grünbergerhaus, ehem. Gasthof Zur alten Post GstNr.: .150                                           |
| ja   | Datei hochladen | Figurenbildstock hl. Johannes Nepomuk HERIS-ID: 79344 Objekt-ID: 93022                                          | gegenüber Hauptstraße 13 Standort KG: Peuerbach             | Ein barocker Figurenbildstock am Marktplatz; datiert mit 1723. | BDA-Hist.: Q38154295 Status: § 2a Stand der BDA-Liste: 2025-06-30 Name: Figurenbildstock hl. Johannes Nepomuk GstNr.: 2945/1                                                    |
| ja   | Datei hochladen | Stimlerhaus, ehem. Gasthof Zur Traube, Prince Bar HERIS-ID: 10140 Objekt-ID: 6193                               | Hauptstraße 18 Standort KG: Peuerbach                       | | BDA-Hist.: Q38058714 Status: Bescheid Stand der BDA-Liste: 2025-06-30 Name: Stimlerhaus, ehem. Gasthof Zur Traube, Prince Bar GstNr.: .209                                      |
| ja   | Datei hochladen | Fleisch-Paulnhaus HERIS-ID: 46378 Objekt-ID: 48277                                                              | Kirchenplatz 12 Standort KG: Peuerbach                      | | BDA-Hist.: Q38020980 Status: Bescheid Stand der BDA-Liste: 2025-06-30 Name: Fleisch-Paulnhaus GstNr.: .168/1                                                                    |
| ja   | Datei hochladen | Ehem. Volksschule und ehem. Mesnerhaus, heute Wohnhaus und öffentl. Bibliothek HERIS-ID: 79325 Objekt-ID: 93001 | Kirchenplatz 16 Standort KG: Peuerbach                      | | BDA-Hist.: Q38154215 Status: Bescheid Stand der BDA-Liste: 2025-06-30 Name: Ehem. Volksschule und ehem. Mesnerhaus, heute Wohnhaus und öffentl. Bibliothek GstNr.: .173, .171   |
| ja   | Datei hochladen | Kath. Pfarrkirche hl. Martin mit Kreuzkapelle und Kirchhof HERIS-ID: 52480 Objekt-ID: 59349                     | Kirchenplatz 17 Standort KG: Peuerbach                      | Ursprünglich eine gotische Kirche. Nach dem Brand 1626 wurde die Kirche Mitte des 17. Jahrhunderts neu gewölbt und zum Teil barockisiert. Die Einrichtung stammt vorwiegend aus dem ersten Viertel bzw. Mitte des 18. Jahrhunderts. | BDA-Hist.: Q26714947 Status: § 2a Stand der BDA-Liste: 2025-06-30 Name: Kath. Pfarrkirche hl. Martin mit Kreuzkapelle und Kirchhof GstNr.: .177/1, .177/2 Pfarrkirche Peuerbach |
| ja   | Datei hochladen | Kath. Filialkirche Maria Hilf HERIS-ID: 52481 Objekt-ID: 59350                                                  | Kirchenplatz 19 Standort KG: Peuerbach                      | 1429/30 als Erasmus-Kapelle erbaut. Das Langhaus ist vierjochig und der Chor mit einem Fünfachtelschluss zweijochig. | BDA-Hist.: Q38051664 Status: § 2a Stand der BDA-Liste: 2025-06-30 Name: Kath. Filialkirche Maria Hilf GstNr.: .178/1 Filialkirche Maria Hilf, Peuerbach                         |
| ja   | Datei hochladen | Ehem. Schloss, Bezirksgericht, Bauernkriegmuseum, Post HERIS-ID: 79300 Objekt-ID: 92975                         | Rathausplatz 2 Standort KG: Peuerbach                       | 1571 abgebrannt und wieder erbaut. 1830 wurde es umgebaut. Bemerkenswert ist das zweigeschoßige Renaissance-Portal mit zwei Ritterstatuen und einer Wappenkartusche aus dem dritten Viertel des 17. Jahrhunderts.                   | BDA-Hist.: Q1705692 Status: § 2a Stand der BDA-Liste: 2025-06-30 Name: Ehem. Schloss, Bezirksgericht, Bauernkriegmuseum, Post GstNr.: 130/1 Schloss Peuerbach                   |